# Lynn Styles
Lynn Styles là một nữ diễn viên người Ireland. Cô nổi tiếng với vai Hannah O'Flaherty, nhân vật nữ chính trong series truyền hình Cánh cửa bí mật.

## Sự nghiệp phim ảnh
| Năm  | Tên phim               | Vai               | Chú thích          |
| ---- | ---------------------- | ----------------- | ------------------ |
| 2002 | No Tears (mini series) | Paula Fogarthy    |                    |
| 2004 | Cánh cửa bí mật        | Hannah O'Flaherty | 26 tập - Vai chính |
| 2005 | Fair City              | Emma Nicholson    | 1 tập - Vai phụ    |
| 2008 | Nàng công chúa bí ẩn   | Alisha Rogers     | Vai phụ            |